# Nordische Agrarpartei
Als Nordische Agrarparteien, auch Nordische Zentrumsparteien, werden eine Reihe von ähnlichen politischen Parteien in den nordischen Ländern bezeichnet. Sie vereint die Unterstützung von kleinteiliger Landwirtschaft, von kleinen und mittelständischen Unternehmern, Dezentralisierung bzw. Regionalisierung und der Schutz der Ökologie. Die Parteien waren ursprünglich reine Bauernparteien. Da die Zahl der Bauern und damit der potentiellen Wähler absank, erweiterten die Parteien ihre Programmatik ab den 1960er Jahren und positionierten sich zunehmend zentristisch. Damit einher ging die teilweise Umbenennung in Zentrumsparteien. Ähnliche Parteien existieren auch in den baltischen Ländern.

## Parteien
| Finnland | Finnische Zentrumspartei                                           |
| Åland    | Åländisches Zentrum                                                |
| Dänemark | Linke – Liberale Partei Dänemarks                                  |
| Island   | Fortschrittspartei, seit 2017 auch deren Abspaltung Zentrumspartei |
| Norwegen | Zentrumspartei                                                     |
| Schweden | Zentrumspartei                                                     |
| Estland  | Estnische Zentrumspartei                                           |
| Lettland | Lettischer Bauernverband                                           |
| Litauen  | Bund der Bauern und Grünen Litauens                                |